# Lachnaea filamentosa
Lachnaea filamentosa är en tibastväxtart som först beskrevs av Carl Peter Thunberg, och fick sitt nu gällande namn av Carl Daniel Friedrich Meisner. Lachnaea filamentosa ingår i släktet Lachnaea och familjen tibastväxter. Inga underarter finns listade i Catalogue of Life.